# Huize Lindenhof
Huize Lindenhof is een gemeentelijk monument aan de Van Weedestraat 131 in de gemeente Soest in de provincie Utrecht. 
Het herenhuis op de hoek van de Van Weedestraat en het Nassauplantsoen werd in 1937 vernieuwd naar een ontwerp van de Baarnse architect G. van Bronkhorst. Er werd tegen de linkerzijgevel een erker aangebouwd. De indeling van de gevels aan voor- en zijkant is gelijk. Het middelste deel van de voorgevel steekt iets naar voren. Oorspronkelijk was de ingang in de rechtergevel, het pand is nu toegankelijk via de voor- en linkerzijde. Boven de deuren aan de voorzijde zijn twee deuren met balkon op de verdieping.
In het grand-café werken overdag mensen met een beperking om hen werkervaring te laten opdoen.